# Jian dui
Jian dui (chin. 煎堆, pinyin jiānduī, także: Matuan chiń. trad. 麻糰, chiń. upr. 麻团; Zhimaqiu, chin. 芝麻球) – rodzaj smażonego chińskiego ciasta w formie kulek wykonanego z kleistej mąki ryżowej, podawanych na gorąco lub na zimno. Popularne zwłaszcza w menu śniadaniowym. Zachodnia nazwa deseru to kulka sezamowa.
Kulki pokryte są na zewnątrz sezamem i są chrupiące oraz ciągliwe. Wewnątrz powstaje obszerne wgłębienie będące wynikiem rozszerzaniem się ciasta podczas obróbki termicznej. Wgłębienie jest wypełnione nadzieniem zwykle składającym się z pasty lotosowej lub słodkiej z fasoli mung lub azuki.
Chińczycy prawdopodobnie rozpowszechnili danie podczas migracji do innych części Azji. Ma ono różną nazwę w zależności od pochodzenia, np. kambodżański num kroch (khm. នំ ក្រូច) wywodzi się od jian dui. Nadzienie num kroch wykonane jest z fasoli mung. Zewnętrzna powłoka num kroch składa się z kleistej mąki ryżowej, która nadaje jej lekko elastyczną teksturę. Jak większość azjatyckich deserów, kambodżańskie num kroch nie są zbyt słodkie. Są popularne również w Indonezji (jako onde-onde, nadziewane pastą z fasoli mung) i Malezji (jako Kuih Bom, z nadzieniem kokosowym). W Indiach i północno-wschodniej Sri Lance deser jest znany jako ellu urundai lub ellurundai (tamil. எள்ளுருண்டை), co oznacza piłkę sezamową. Jest wykonany w różnych rozmiarach i kolorach. Zazwyczaj jest wypełniony sezamem, cukrem trzcinowym, cukrem buraczanym lub syropem glukozowym.